# تاکویا میکامی
تاکویا میکامی (انگلیسی: Takuya Mikami؛ زادهٔ ۱۳ فوریهٔ ۱۹۸۰) بازیکن فوتبال اهل ژاپن است.
از باشگاه‌هایی که در آن بازی کرده‌است می‌توان به باشگاه فوتبال اوراوا رد دیاموندز اشاره کرد.